# Cretaci
| Període                                       | Època    | Estatge      | Edat (Ma)    |              |
| --------------------------------------------- | -------- | ------------ | ------------ | ------------ |
| Paleogen                                      | Paleocè  | Danià        | (més recent) | (més recent) |
| Cretaci                                       | Superior | Maastrichtià | 72,1 ± 0,2   | 72,1 ± 0,2   |
| Cretaci                                       | Superior | Campanià     | 83,6 ± 0,2   | 83,6 ± 0,2   |
| Cretaci                                       | Superior | Santonià     | 86,3 ± 0,5   | 86,3 ± 0,5   |
| Cretaci                                       | Superior | Coniacià     | 89,8 ± 0,3   | 89,8 ± 0,3   |
| Cretaci                                       | Superior | Turonià      | 93,9         | 93,9         |
| Cretaci                                       | Superior | Cenomanià    | 100,5        | 100,5        |
| Cretaci                                       | Inferior | Albià        | ~ 113,0      | ~ 113,0      |
| Cretaci                                       | Inferior | Aptià        | ~ 125,0      | ~ 125,0      |
| Cretaci                                       | Inferior | Barremià     | ~ 129,4      | ~ 129,4      |
| Cretaci                                       | Inferior | Hauterivià   | ~ 132,6      | ~ 132,6      |
| Cretaci                                       | Inferior | Valanginià   | ~ 139,8      | ~ 139,8      |
| Cretaci                                       | Inferior | Berriasià    | ~ 145,0      | ~ 145,0      |
| Juràssic                                      | Superior | Titonià      | (més antic)  | (més antic)  |
| Comissió Internacional d'Estratigrafia (2020) |          |              |              |              |

El Cretaci o Cretàcic és el període geològic que començà fa ~ 145,0 milions d'anys i s'acabà fa 66,0 milions d'anys. Es tracta de l'últim període de l'era del Mesozoic. El seu nom ve de la creta, una roca abundant a l'Europa Central.
Se situa entre el final del Juràssic, que encara no ha estat definit estratigràficament, i l'extinció del Cretaci-Paleogen, que fou provocada per un impacte d'asteroide i, possiblement, un episodi de vulcanisme i conduí a la desaparició d'un 75% de les espècies d'aquell temps, incloent-hi els dinosaures no aviaris.
La desintegració del supercontinent de Pangea, iniciada a finals del Triàsic i principis del Juràssic, seguí el seu avenç inexorable. L'escissió de Sud-amèrica i Àfrica obrí l'Atlàntic sud. El subcontinent indi i Madagascar també se separaren, mentre que Nord-amèrica i Euràsia restaren unides (Lauràsia), igual que l'Antàrtida i el continent australià. Com a resultat del creixement de les dorsals oceàniques i altres factors, el mar assolí el seu nivell més alt en tota la història de la Terra, entre 100 i 250 metres per sobre de l'actual, es formaren mars epicontinentals a gairebé tots els continents i els oceans arribaren a cobrir un 82% de la superfície del planeta. Tanmateix, com que la majoria dels oceans es trobaven encaixonats entre continents i el gradient tèrmic entre l'equador i els pols era extremament suau, la circulació i la mescla oceànica eren molt febles en comparació amb l'actualitat. Aquestes condicions propiciaven l'aparició de zones anòxiques al fons del mar identificables per la llicorella negra que deixaren als sediments.

## Nomenclatura i datació
Igual que passa amb períodes geològics més antics, les capes rocoses que defineixen el Cretaci estan ben identificades, però les dates exactes del principi i final del període no es coneixen amb total certesa. El Cretaci i el Juràssic no estan separats per cap gran extinció o augment de la biodiversitat. Tanmateix, la fi del període és molt evident, car presenta una capa rica en iridi trobada arreu del món que es relaciona amb el cràter de Chicxulub, a Yucatán i el Golf de Mèxic. S'ha datat aquesta capa a fa 66 milions d'anys. Aquest impacte meteòric és probablement la causa de l'extinció del Cretaci-Paleogen.
El nom del Cretaci (que deriva del mot «creta») es refereix a les extenses capes de carbonats (carbonat de calci dipositat en les closques d'invertebrats marins) que es troben en el Cretaci superior de Gran Bretanya i parts adjacents de l'Europa continental.

## Divisions
El Cretaci es divideix en Cretaci inferior i Cretaci superior. Els estatges faunístics, del més recent al més antic, són:
| Cretaci superior |                                            |
| Maastrichtià     | (70,6 ± 0,6 – 65,5 ± 0,3 milions d'anys)   |
| Campanià         | (83,5 ± 0,7 – 70,6 ± 0,6 milions d'anys)   |
| Santonià         | (85,8 ± 0,7 – 83,5 ± 0,7 milions d'anys)   |
| Coniacià         | (89,3 ± 1,0 – 85,8 ± 0,7 milions d'anys)   |
| Turonià          | (93,5 ± 0,8 – 89,3 ± 1,0 milions d'anys)   |
| Cenomanià        | (99,6 ± 0,9 – 93,5 ± 0,8 milions d'anys)   |
|                  |                                            |
| Cretaci inferior |                                            |
| Albià            | (112,0 ± 1,0 – 99,6 ± 0,9 milions d'anys)  |
| Aptià            | (125,0 ± 1,0 – 112,0 ± 1,0 milions d'anys) |
| Barremià         | (130,0 ± 1,5 – 125,0 ± 1,0 milions d'anys) |
| Hauterivià       | (136,4 ± 2,0 – 136,4 ± 1,5 milions d'anys) |
| Valanginià       | (140,2 ± 3,0 – 136,4 ± 2,0 milions d'anys) |
| Berriasià        | (145,5 ± 4,0 – 140,2 ± 3,0 milions d'anys) |

## Paleogeografia
Durant el Cretaci, el supercontinent de Pangea s'acabà de fragmentar en els continents actuals, encara que les seves posició era molt diferent de l'actual. Alhora que l'oceà Atlàntic s'eixamplava i Sud-amèrica se n'anava cap a l'oest, Gondwana s'anà trencant a mesura que l'Antàrtida i Austràlia se separaven d'Àfrica, tot i que l'Índia i Madagascar hi romangueren adherits. Aquestes divisions crearen llargues serralades submarines que elevaren el nivell del mar arreu del món. Al nord d'Àfrica, el mar de Tetis continuà estrenyent-se.
Hi ha afloraments importants del Cretaci a Nord-amèrica, Europa i la Xina. En allò que avui en dia és l'Índia, es dipositaren unes ingents capes de lava anomenats «trapps del Dècan» a finals del Cretaci i principis del Paleocè. Els climes eren càlids i ni tan sols les regions polars no tenien glaç permanent. A Anglaterra, els famosos penya-segats blancs de Dover es componen de dipòsits acumulats durant el Cretaci.

### A la península Ibèrica
El Cretaci inferior a la península Ibèrica fou un període de fortes regressions marines i, per tant, hi hagué un increment de les terres continentals. És en aquest context que apareix un gran nombre de jaciments rics en dinosaures a Galve (Terol) i a Morella (Els Ports). Les transgressions i regressions marines afavoriren la conservació de petjades a La Rioja. A les zones humides com els llacs i aiguamolls, rics en sediments reductors, es facilità la conservació de peixos, amfibis, rèptils, aus i diversos grups d’invertebrats. Aquestes zones d’inundació són ben representades als jaciments de Santa Maria de Meià (Noguera) i de Las Hoyas (Conca). En el Cretaci mitjà una gran transgressió marina inundà gran part d’Europa, per la qual cosa el registre és més aviat escàs. En el Cretaci superior una nova retirada de les aigües marines afavorí l’activació de noves conques fluvials, on cal situar els jaciments de la zona de Tremp, en zones d'aigües marines somes, riques en espais de nidificació propers a la costa, fet insòlit en els dinosaures.
A Catalunya, destaquen els dinosaures de Coll de Nargó.

## Flora
Durant aquest període aparegueren les angiospermes, que esdevingueren dominants al final del Cretaci. El seu progrés, facilitat per l'aparició de les abelles, és un bon exemple de coevolució. Els primers representants dels arbres moderns, incloent-hi les figueres, els plàtans i les magnòlies, sorgiren durant el Cretaci. Al mateix temps, algunes gimnospermes mesozoiques, com ara les coníferes, continuaren prosperant, malgrat que altres tàxons, com ara els bennettitals, s'extingiren abans de la fi del període.

## Fauna

### Animals terrestres
A la terra ferma, els mamífers encara eren un component petit i relativament poc important de la fauna. Els ecosistemes terrestres eren dominats pels arcosaures, especialment els dinosaures, que es trobaven en el seu zenit. Els pterosaures, comuns a principis i mitjans del Cretaci, s'hagueren d'enfrontar a la competència cada vegada més ferotge dels ocells i cap al final del període ja només en quedaven dues famílies altament especialitzades.
El jaciment de Liaoning, a la formació xinesa de Yixian, és una mostra fascinant de la vida a principis del Cretaci, car ha produït restes molt ben conservades d'alguns tipus de petits dinosaures, ocells i mamífers. Els celurosaures que s'hi troben inclouen maniraptors, el grup que marca la transició entre dinosaures i ocells, i destaquen per la presència de plomes semblants a pèls.
Els insectes començaren a diversificar-se durant el Cretaci, període que també veié l'aparició de les formigues, els tèrmits i les papallones més antigues. Els afidoïdeus, saltamartins i cinípids també entraren en escena. Un altre insecte important que evolucionà durant el Cretaci fou l'abella, un animal eusocial, que es veié afavorida per l'evolució de les plantes amb flors.

### Animals marins
Els batoïdeus, taurons moderns i teleostis eren comuns als oceans del Cretaci. Els rèptils marins incloïen els ictiosaures a principis i mitjans del Cretaci, els plesiosaures durant tot el període i els mosasaures cap al seu final.
Els bacúlits, un grup d'ammonits de closca allargada prosperaren al mar. Els hesperornitiformes eren ocells primitius marins sense capacitat de vol que nedaven com els gaviformes. Els foraminífers també es multiplicaren. El Cretaci veié l'aparició de les diatomees marines (mentre que les formes d'aigua dolça no sorgiren fins al Miocè).

### Extinció
Actualment es creu que la raó principal de l'extinció K-Pg, proposada per un equip de científics liderat per Luis Walter Álvarez, va ser l'impacte d'un meteorit (un cometa massiu o un asteroide) fa 66 milions d'anys. Els efectes subsegüents foren catastròfics, entre els quals un hivern perenne que impedí a les plantes i al plàncton fer la fotosíntesi. La hipòtesi del meteorit, també coneguda com a hipòtesi d'Álvarez, va guanyar força quan es va descobrir el cràter de Chicxulub al golf de Mèxic a principis dels anys 90, que va proporcionar proves concloents que el límit K-Pg es devia a l'impacte d'un meteorit. La col·lisió hauria provocat un hivern d'impacte.
S'estima l'extinció massiva de prop d'un 75% de les espècies del planeta. Les plantes gairebé no patiren baixes, mentre que els organismes marins reberen el cop més dur, incloent-hi la immensa majoria (~ 95%) de foraminífers planctònics (excepte els globigerínids) i un nombre encara més gran de cocolitòfors, a més dels ammonits, els cefalòpodes belemnites, els rudists i tots els rèptils marins tret dels cocodrils i les tortugues. Els dinosaures no aviaris foren la víctima més notable de l'extinció del Cretaci-Paleogen. Els últims pterosaures i la gran majoria d'ocells també s'extingiren.